# Allodynerus koenigi
Allodynerus koenigi är en stekelart som först beskrevs av Dusmet 1917.  Allodynerus koenigi ingår i släktet rörgetingar, och familjen Eumenidae. Inga underarter finns listade i Catalogue of Life.